# Kinixys
Kinixys – rodzaj żółwi z rodziny żółwi lądowych (Testudinidae).

## Zasięg występowania
Rodzaj obejmuje gatunki występujące w Afryce (Senegal, Gambia, Gwinea Bissau, Gwinea, Sierra Leone, Liberia, Wybrzeże Kości Słoniowej, Mali, Burkina Faso, Ghana, Togo, Benin, Niger, Nigeria, Kamerun, Czad, Erytrea, Somalia, Etiopia, Republika Środkowoafrykańska, Gwinea Równikowa, Gabon, Kongo, Demokratyczna Republika Konga, Rwanda, Burundi, Uganda, Kenia, Tanzania, Malawi, Zambia, Angola, Namibia, Botswana, Zimbabwe, Mozambik, Madagaskar, Eswatini i Południowa Afryka).

## Systematyka

### Etymologia
- Kinixys (Cinixys[a]): gr. κινεω kineō „poruszać się, chodzić”[8]; ιξυς ixus „biodra”[9].
- Cinothorax: gr. κινεω kineō „poruszać się, chodzić”[8]; θωραξ thōrax, θωρακος thōrakos  „napierśnik, pancerz”[10]. Gatunek typowy: Kinixys belliana J.E. Gray, 1831.
- Madakinixys: Madagaskar; rodzaj Kinixys Bell, 1827[5]. Gatunek typowy: Madakinixys domerguei Vuillemin, 1972[b].

### Podział systematyczny
Do rodzaju należą następujące gatunki: 
- Kinixys belliana J.E. Gray, 1831 – zawiasek gładkobrzegi[11]
- Kinixys erosa (Schweigger, 1812)
- Kinixys homeana Bell, 1827
- Kinixys lobatsiana (Power, 1927)
- Kinixys natalensis Hewitt, 1935
- Kinixys nogueyi (Lataste, 1886)
- Kinixys spekii J.E. Gray, 1863
- Kinixys zombensis Hewitt, 1931